# آرثر جونسون
آرثر جونسون (بالإنجليزية: Arthur Johnson) (من مواليد 1879) كان مدرب لكرة القدم، وهو من أنجلترا. وكان أول فريق يدربه هو ريال مدريد، وقد درب ريال مدريد منذ 1910 إلى 1920.